# OHSAS
OHSAS（Occupational Health and Safety Assessment Series）とは、国際コンソーシアムによって策定された労働安全衛生に対するリスクと対策の一覧化および責任所在の明確化等を目的とする規格のこと。OHSASによる規格化の対象となる労働安全衛生マネジメントシステム全般については、OHSMS（Occupational Health and Safety Management System）と称される。

## OHSAS18001
1999年4月発行。労働安全衛生マネジメントシステム（Occupational Health and Safety Management Systems）を元に規格が起こされる。2018年に「ISO45001:2018」としてISO化された。
2007年版改訂
2007年7月1日付で、改訂版であるOHSAS18001:2007が発行。OHSAS18001:1999の認証を取得している組織には2年間の移行期間が設けられ、2009年7月1日までに組織の認証を2007年版へ移行した。
- ISO9001:2000やISO14001:2004との整合性を高めている。
- 仕様(specification)や書類(document)として扱われた初版と異なり、標準規格(standard)として位置づけられている。

## OHSAS18002
2000年2月発行。OHSAS18001を踏まえた上で結果を監査運用し、マネジメントシステムの維持を持たせる事を目的としている。

## OSHMS
国際規格の審査・登録を行う機関および団体主導で策定された労働安全衛生マネジメントシステムの規格とは別に、ILOにより策定された労働安全衛生マネジメントシステムのガイドラインであるILO-OSH 2001が存在する。ILO-OSH 2001の流れを汲む労働安全衛生マネジメントガイドラインにおいて、労働安全衛生マネジメントシステムは、OSHMS（Occupational Safety and Health Management System）と称される場合が多い。

### COHSMS
1999年、厚生労働省が制定した「労働安全衛生マネジメントシステムに関する指針」に建設業の固有の特性を加味して、建設企業が容易に取り組めるよう策定された「建設業労働安全衛生マネジメントシステム」。